# Elle et lui (film, 1939)
Pour les articles homonymes, voir Elle et lui et Love Affair.
Pour plus de détails, voir Fiche technique et Distribution.

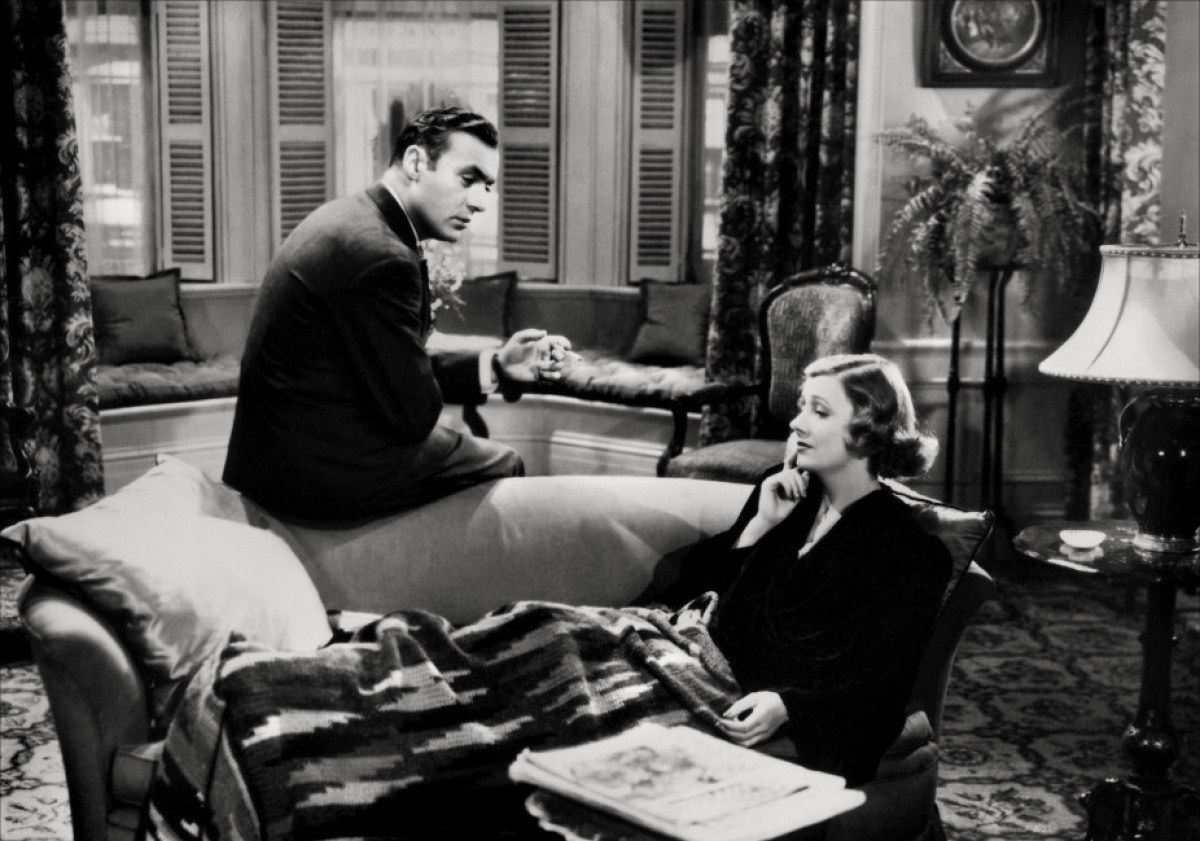
Charles Boyer et Irene Dunne

Elle et lui (Love Affair) est un film américain réalisé par Leo McCarey, sorti en 1939. Leo McCarey tournera en 1957 un remake en couleurs de son propre film : Elle et lui (An Affair to Remember) avec Deborah Kerr et Cary Grant.

## Synopsis
Elle, c'est Terry McKay, une chanteuse de cabaret qu'un mariage doit bientôt « sauver » de son sort. Lui, c'est Michel Marnay, célèbre play-boy français appelé à épouser une riche héritière américaine. Ils font connaissance à bord du bateau qui les conduit de l'Europe vers les États-Unis, où ils doivent épouser leurs fiancés respectifs. Michel fait la cour à Terry comme à toutes les femmes attirantes qu'il rencontre, mais est surpris par sa résistance. Lors d'une escale à Madère, toutefois, ils se rendent ensemble chez la grand-mère de Michel. Terry apprend alors que Michel a beaucoup plus de talents, notamment de peintre, que ce que laisse apparaître sa réputation dans les magazines, et cette rencontre avec la grand-mère, qui laisse entendre qu'elle pourrait être une excellente épouse pour Michel, la touche profondément.
Désormais la mer est forte et le navire change de cap, à l'image de Michel et Terry qui sentent que leur badinage est devenu sérieux. Or tous deux se font volontiers entretenir par des personnes qui leur procurent une vie de luxe. Ils se promettent à mots couverts d'abandonner, chacun de son côté, leurs projets de mariage et de se retrouver six mois plus tard, le 1er juillet à cinq heures de l'après-midi : d'ici là Michel aura dû démontrer qu'il est capable de travailler, ce qu'il n'a jamais fait. Le lieu de rendez-vous est le 102e étage de l'Empire State Building, « ce qu'il y a de plus proche du paradis à New-York ».
Six mois passent. Michel, après des débuts difficiles, commence à vendre ses tableaux et peut penser à l'avenir ; Terry, pour sa part, a passé ce temps à chanter dans un cabaret. Chacun se rend au rendez-vous, mais, trop enthousiaste, Terry est renversée par une voiture au pied de l'Empire State Building sans que Michel, qui l'attend déjà en haut, le sache. Terry perd l'usage de ses jambes, et se refuse à reprendre contact avec Michel tant qu'elle ne marche pas à nouveau. Michel reprend le bateau pour se rendre à Madère, où sa grand-mère vient de mourir ; il en ramène un châle brodé que celle-ci avait promis à Terry.
Six mois passent encore. Les jambes de Terry ne vont toujours pas mieux, mais elle dirige à présent la chorale d'un orphelinat. Aucun ne parvient à oublier l'autre, ni n'entre dans une nouvelle relation sentimentale. L'ancienne fiancée de Michel l'emmène au théâtre la veille de Noël. En se levant à la fin du spectacle, il voit Terry et son ancien fiancé assis dans la salle de spectacle; elle lui dit simplement " Bonjour " et  croyant qu'elle a fini par épouser son fiancé, lui répond seulement " Bonjour".
Le lendemain, Terry s'apprête à passer la soirée de Noël seule chez elle. Michel fait irruption en expliquant avoir retrouvé son adresse par hasard dans l'annuaire. Il prétend avoir manqué le rendez-vous à l'Empire State Building, mais c’est une manière de lui faire comprendre indirectement la souffrance qu'il a alors ressentie. Terry, dont les jambes sont couvertes d'une couverture sur un canapé, continue à lui cacher son accident. Michel lui donne le châle de sa grand-mère et, sur le point de partir, se retourne pour lui raconter qu'il l'a un jour peinte avec ce châle ; le tableau ayant trop de valeur sentimentale pour lui, il n'a pas voulu le vendre, mais a accepté que le marchand le donne à une jeune femme qui manquait d'argent et qui, de plus, était handicapée. Il s'arrête toutefois avant de prononcer ce mot, car il comprend à cet instant que la jeune femme est Terry. Faisant le tour du petit appartement, il trouve le tableau accroché dans la chambre ; bouleversé, il revient vers Terry et celle-ci lui promet qu'elle parviendra certainement à marcher à nouveau : « Pas besoin de miracle, si tu peux peindre, je peux bien remarcher. ».

## Fiche technique
- Titre original : Love Affair
- Titre français : Elle et lui
- Réalisation : Leo McCarey
- Scénario : Delmer Daves et Donald Ogden Stewart, d'après l'histoire de Mildred Cram et Leo McCarey
- Production : Leo McCarey
- Société de production et distribution : RKO
- Musique : Roy Webb
- Photographie : Rudolph Maté
- Montage : Edward Dmytryk et George Hively
- Direction artistique : Van Nest Polglase
- Décorateur de plateau : Darrell Silvera
- Costumes : Howard Greer pour Irene Dunne et Edward Stevenson (robes)
- Effets spéciaux : Vernon L. Walker
- Pays d'origine : États-Unis
- Format : Noir et blanc - 35 mm - 1,37:1 - Mono (RCA Victor System)
- Genre : mélodrame romantique
- Durée : 88 minutes
- Dates de sortie :
  - États-Unis : 16 mars 1939 (première à New York), 7 avril 1939 (sortie nationale)
  - France : 25 avril 1939
- Affiche : Jean-René Poissonnnié (France)

## Distribution
- Irene Dunne : Terry McKay
- Charles Boyer : Michel Marnay
- Maria Ouspenskaya : Grand-mère Janou
- Lee Bowman : Kenneth Bradley
- Astrid Allwyn : Lois Clark
- Maurice Moscovitch : Maurice Cobert
- Carol Hughes

Acteurs non crédités
- Scotty Beckett : l'enfant sur le bateau
- Ferike Boros
- Tom Dugan : l'homme à l'arbre de noël
- Bess Flowers
- Dell Henderson : le patron du café
- Leyland Hodgson
- Carol Hughes
- Lloyd Ingraham
- Phyllis Kennedy
- Joan Leslie : une chasseuse d'autographes
- Fred Malatesta : un photographe du navire
- Frank McGlynn Sr. : le directeur de l'orphelinat
- Harold Miller
- Gerald Mohr
- Oscar O'Shea : le prêtre

## Distinctions
Le film reçut plusieurs nominations aux Oscars parmi lesquelles :
- Nommé - Oscar de la meilleure actrice pour Irene Dunne
- Nommé - Oscar de la meilleure histoire originale

## Galerie

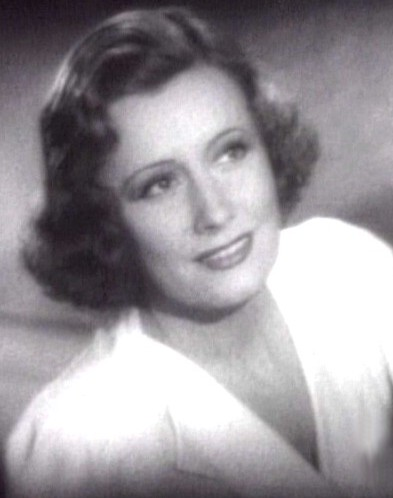
Irene Dunne
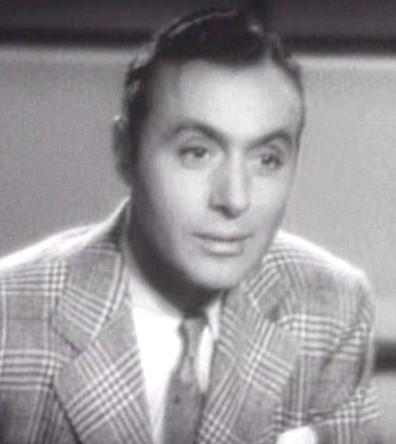
Charles Boyer
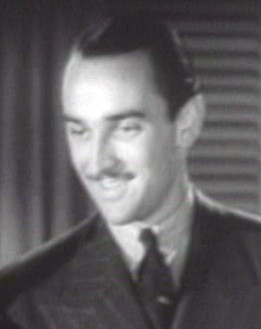
Lee Bowman
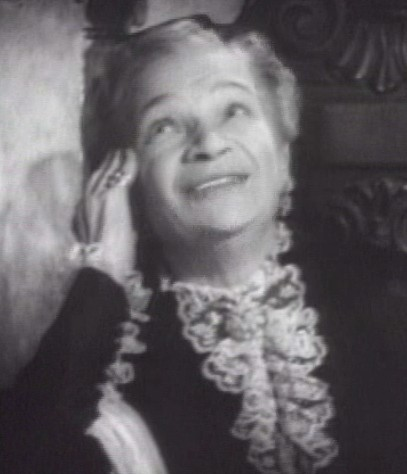
Maria Ouspenskaya
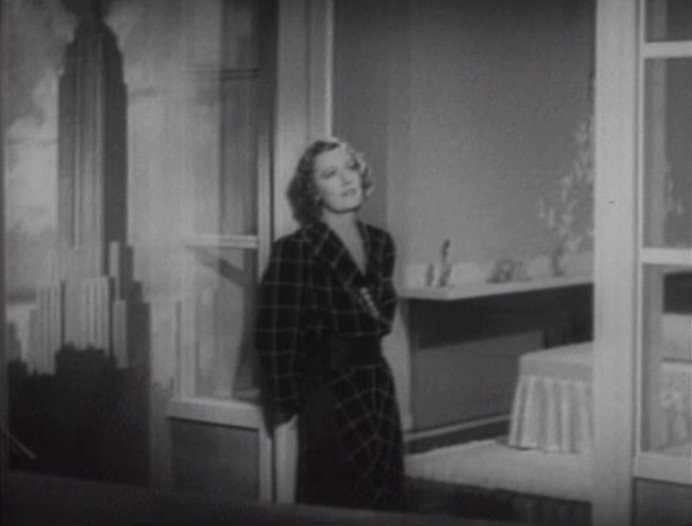
Irene Dunne dans le film, contemplant l'Empire State Building.